# Râul Tria
Râul Tria este un curs de apă, afluent al râului Barcău. 